# ديبوجو
ديبوجو هي مدينة في بوركينا فاسو، وتعد العاصمة لمقاطعة بوجوريبا ، تقع على بُعد 136 كيلومترًا (85 ميلًا) جنوب شرق بوبوديولاسو على الطريق السريع الرئيسي المؤدي إلى غانا . تقع على بُعد 74 كيلومترًا شمال غاوا و133 كيلومترًا غرب ليو، بوركينا فاسو.
تم الاستيلاء على المدينة من قبل القوات الاستعمارية الفرنسية في مايو 1897، وأنشأوا قاعدة عسكرية هناك.
تُعد المدينة سوقًا مهما، وتتميز بمجموعة متنوعة من الحرف، بما في ذلك صناعة الفخار وصناعة السلال . توجد كهوف بالقرب من المدينة،
بُنيت هذه الكهوف تحت الحكم الاستعماري الفرنسي حوالي عام 1900 باستخدام العمالة القسرية ، وتشكل شبكة من الأنفاق غرب المدينة.
وهناك أيضا مستنقع مع التماسيح .